# Saint-Igny-de-Vers
Pour les articles homonymes, voir Saint-Igny et Vers (homonymie).
Saint-Igny-de-Vers [sɛ̃t‿iɲi də vɛʁ] est une commune française, située dans le département du Rhône en région Auvergne-Rhône-Alpes.

## Géographie
Saint-Igny-de-Vers fait partie du Beaujolais, dans le nord du département du Rhône. À l'ouest, son territoire est limitrophe du département de Saône-et-Loire et de la région Bourgogne-Franche-Comté.
La densité démographique est faible, à l'image de celle de l'ensemble du canton, et l'habitat très dispersé. Le village était autrefois réputé pour sa production d'échelles et de bennes. L'économie est aujourd'hui tournée vers la polyculture, à dominante d'élevage, et la sylviculture, qui occupe près de la moitié (1247 hectares) du territoire de la commune.

### Lieux-dits, hameaux et écarts
On a compté à Saint-Igny-de-Vers jusqu'à 81 hameaux, portant les noms suivants : les Agresles, Ajoux, les Alloings, la Bachasse, les Barres, En Bèche, Bel-Air, la Bénethuilière, le Bessay, les Bessères, Chez Blanchons, les Bois, les Bourbes, la Brette, le Brossard, la Brosse, les Bruyères, les Canots, Champ-Joint, les Charmes, le Charne, Chenevières, les Clachères, la Combe, les Côtes, Croix-de-Mont, le Crot-au-Loup, Églives, la Fabrique, la Forêt, les Gachots, le Galiot, la Garenne, les Gays, le Gazot, les Ghètes, les Gobiers, la Grande-Cheminée, la Guillotière, l'Haye du Pont, les Hayes, l'Horme, les Jaunets, Mémont, les Merles, les Michels, Mont, Montgelus, les Moussières, les Noires, la Noue, le Paquies, les Parois, le Patoz, les Perdus, les Pins, le Plat, le Pont-du-Gas, la Rêve, la Rivière, la Roche, le Rochon, le Rousset, le Royat, le Sauzay, les Sertines, les Sots, le Souchon, le Taluf, Terre-Noire, le Thillet, la Tourrelle, les Trives, la Tuilerie, Vaudemont, la Vendenesse, le Vernay, Vers, le Ververin, Vibus, Ville-de-Vers.

### Climat
Pour des articles plus généraux, voir Climat d'Auvergne-Rhône-Alpes et Climat du Rhône.
En 2010, le climat de la commune est de type climat des marges montargnardes, selon une étude du Centre national de la recherche scientifique s'appuyant sur une série de données couvrant la période 1971-2000. En 2020, Météo-France publie une typologie des climats de la France métropolitaine dans laquelle la commune est exposée à un climat de montagne ou de marges de montagne et est dans la région climatique  Centre et contreforts nord du Massif Central, caractérisée par un air sec en été et un bon ensoleillement. 
Pour la période 1971-2000, la température annuelle moyenne est de 10,3 °C, avec une amplitude thermique annuelle de 15,9 °C. Le cumul annuel moyen de précipitations est de 1 012 mm, avec 12,1 jours de précipitations en janvier et 8,3 jours en juillet. Pour la période 1991-2020, la température moyenne annuelle observée sur la station météorologique de Météo-France la plus proche, « Monsols », sur la commune de Deux-Grosnes à 7 km à vol d'oiseau, est de 10,6 °C et le cumul annuel moyen de précipitations est de 1 145,9 mm,. Pour l'avenir, les paramètres climatiques de la commune estimés pour 2050 selon différents scénarios d'émission de gaz à effet de serre sont consultables sur un site dédié publié par Météo-France en novembre 2022.

## Urbanisme

### Typologie
Au 1er janvier 2024, Saint-Igny-de-Vers est catégorisée commune rurale à habitat dispersé, selon la nouvelle grille communale de densité à sept niveaux définie par l'Insee en 2022.
Elle est située hors unité urbaine et hors attraction des villes,.

### Occupation des sols
L'occupation des sols de la commune, telle qu'elle ressort de la base de données européenne d’occupation biophysique des sols Corine Land Cover (CLC), est marquée par l'importance des forêts et milieux semi-naturels (52,8 % en 2018), une proportion sensiblement équivalente à celle de 1990 (53,4 %). La répartition détaillée en 2018 est la suivante : 
forêts (51,9 %), prairies (42,1 %), zones agricoles hétérogènes (5,1 %), milieux à végétation arbustive et/ou herbacée (0,9 %). L'évolution de l’occupation des sols de la commune et de ses infrastructures peut être observée sur les différentes représentations cartographiques du territoire : la carte de Cassini (XVIIIe siècle), la carte d'état-major (1820-1866) et les cartes ou photos aériennes de l'IGN pour la période actuelle (1950 à aujourd'hui).

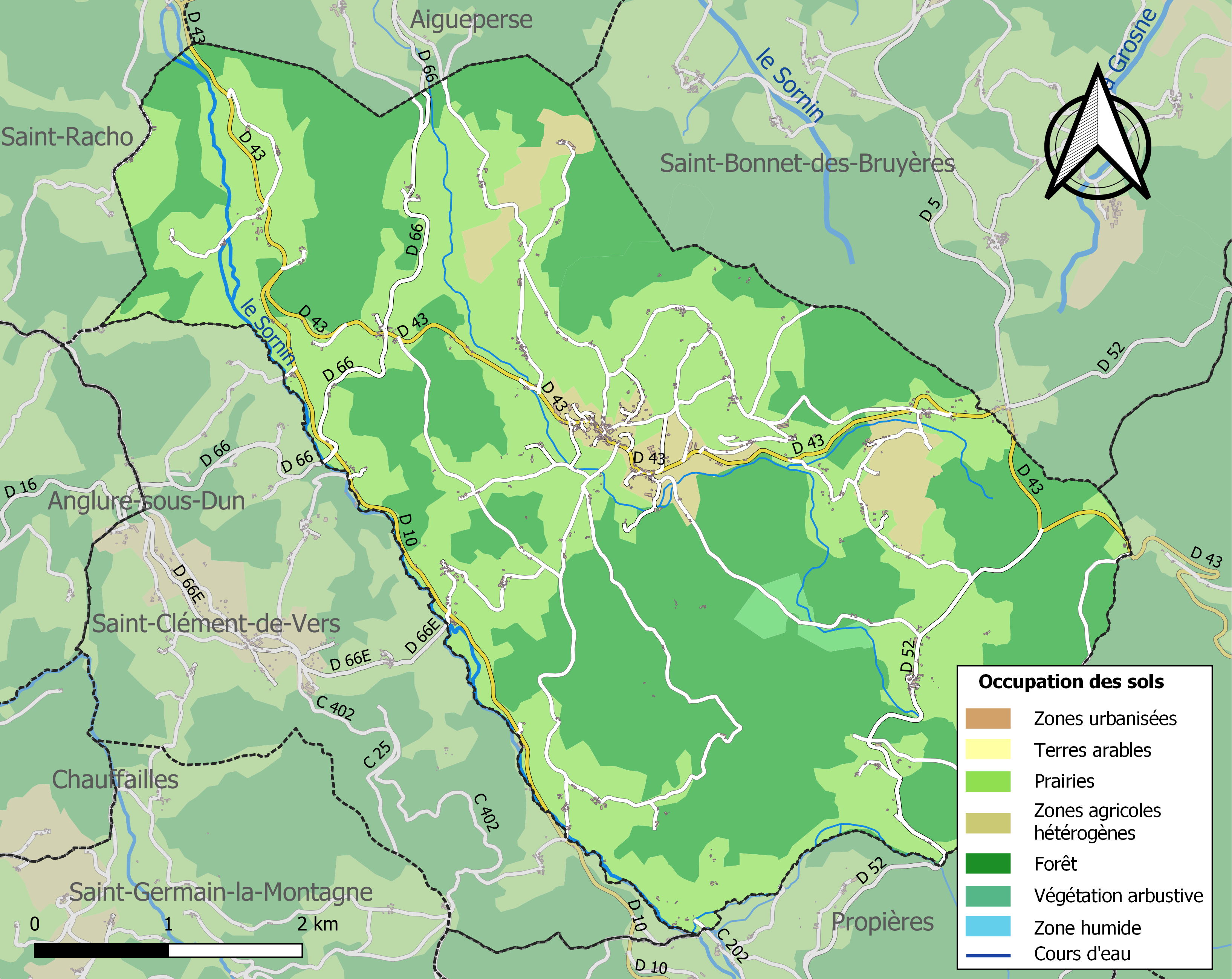
Carte des infrastructures et de l'occupation des sols de la commune en 2018 (CLC).

## Toponymie
Le nom de la localité est attesté sous la forme latinisée Semtiniacus au XIe siècle. On trouve dans le cartulaire de Cluny la forme Santiniacum. La forme française Saintigny est devenue « Saint-Igny » par fausse étymologie.
Ce toponyme d'origine gauloise ou gallo-romane pourrait signifier « domaine de Santinus », ou plutôt « de Sentinius », anthroponyme lui-même dérivé du gaulois sentu, « chemin »,, suivi du suffixe -acum d'origine gauloise qui marque la propriété. C'est un homonyme de Sinzenich (de) (Allemagne), forme germanisée qui vient également d'un ancien Sentiniacum.
Une conjecture plaisante, mais sans fondement, préfère y voir l'évocation des « saints feux » (en latin sancti igni) que les habitants allumaient pour la Saint-Jean, fête du patron du pays.
Le déterminant complémentaire -Vers est celui d'un de ses nombreux hameaux, dont l'étymologie est obscure : peut-être vers ou verrats (sangliers), ou bien le versant, désignant précisément le bon versant, celui qui est exposé au soleil.

## Histoire
Au Moyen Âge, le territoire de Saint-Igny-de-Vers s'étendait pour partie en Beaujolais, pour partie en Mâconnais, d'où une situation d'une grande complexité administrative. La justice de la partie beaujolaise dépendait de la châtellenie de Chevagny-le-Lombard, à Aigueperse, alors que la partie mâconnaise relevait de la juridiction du château de Vers, qui s'étendait sur les paroisses des Feuillées et de Saint-Clément. De plus, en 1288, Louis de Beaujeu avait fait don aux chanoines d'Aigueperse de la partie de la paroisse qui lui revenait : jusqu'à la fin de l'Ancien Régime, cette partie releva comme le chapitre d'Aigueperse du diocèse d'Autun, l'autre appartenant au diocèse de Mâcon.
Pendant la Révolution, Saint-Igny-de-Vers fut rebaptisée Vers-la-Montagne. En 1801, elle devint momentanément le chef-lieu d'un canton qui regroupait autour d'elle Aigueperse, Azolette, Propières et Saint-Bonnet-des-Bruyères. En 1868, une partie du territoire de la commune en fut détachée pour former celle de Saint-Clément-de-Vers.
Durant la Seconde Guerre mondiale, la commune fut le théâtre, du 19 au 22 juin 1944, de la tragédie de Vers : après un accrochage avec le maquis, une compagnie de la Wehrmacht pilla et incendia le hameau de Vers, tuant deux prisonniers pris dans la population.

## Héraldique
| Blason de Saint-Igny-de-Vers | Blason  | D'or au sanglier de sable, défendu d'argent, soutenu de deux ondes alésées d'azur et surmonté de trois sapins de sinople rangés en chef. |
| Blason de Saint-Igny-de-Vers | Détails | Le statut officiel du blason reste à déterminer.                                                                                         |

## Politique et administration
| Période                                  | Période  | Identité    | Étiquette | Qualité |
| ---------------------------------------- | -------- | ----------- | --------- | ------- |
| 2001                                     | En cours | Alain Morin | DVD       |         |
| Les données manquantes sont à compléter. |          |             |           |         |

## Population et société

### Démographie

#### Évolution démographique
L'évolution du nombre d'habitants est connue à travers les recensements de la population effectués dans la commune depuis 1793. Pour les communes de moins de 10 000 habitants, une enquête de recensement portant sur toute la population est réalisée tous les cinq ans, les populations de référence des années intermédiaires étant quant à elles estimées par interpolation ou extrapolation. Pour la commune, le premier recensement exhaustif entrant dans le cadre du nouveau dispositif a été réalisé en 2009.

En 2022, la commune comptait 581 habitants, en évolution de −1,19 % par rapport à 2016 (Rhône : +3,93 %, France hors Mayotte : +2,11 %).
| 1793  | 1800  | 1806  | 1821  | 1831  | 1836  | 1841  | 1846  | 1851  |
| ----- | ----- | ----- | ----- | ----- | ----- | ----- | ----- | ----- |
| 2 260 | 1 594 | 1 545 | 2 881 | 2 835 | 2 619 | 2 558 | 2 558 | 2 683 |

| 1856  | 1861  | 1866  | 1872  | 1876  | 1881  | 1886  | 1891  | 1896  |
| ----- | ----- | ----- | ----- | ----- | ----- | ----- | ----- | ----- |
| 2 471 | 2 443 | 2 350 | 1 959 | 1 882 | 1 749 | 1 763 | 1 687 | 1 714 |

| 1901  | 1906  | 1911  | 1921  | 1926  | 1931  | 1936  | 1946 | 1954 |
| ----- | ----- | ----- | ----- | ----- | ----- | ----- | ---- | ---- |
| 1 738 | 1 576 | 1 525 | 1 268 | 1 185 | 1 143 | 1 033 | 932  | 884  |

| 1962 | 1968 | 1975 | 1982 | 1990 | 1999 | 2006 | 2009 | 2014 |
| ---- | ---- | ---- | ---- | ---- | ---- | ---- | ---- | ---- |
| 828  | 759  | 729  | 598  | 503  | 553  | 592  | 595  | 600  |

| 2019 | 2022 | - | - | - | - | - | - | - |
| ---- | ---- | - | - | - | - | - | - | - |
| 566  | 581  | - | - | - | - | - | - | - |

#### Pyramide des âges
La population de la commune est relativement âgée.
En 2018, le taux de personnes d'un âge inférieur à 30 ans s'élève à 19,0 %, soit en dessous de la moyenne départementale (40,2 %). À l'inverse, le taux de personnes d'âge supérieur à 60 ans est de 48,0 % la même année, alors qu'il est de 21,9 % au niveau départemental.
En 2018, la commune comptait 290 hommes pour 287 femmes, soit un taux de 50,26 % d'hommes, largement supérieur au taux départemental (48,08 %).
Les pyramides des âges de la commune et du département s'établissent comme suit.
| Hommes | Classe d’âge | Femmes |
| ------ | ------------ | ------ |
| 0,7    | 90 ou +      | 5,0    |
| 15,8   | 75-89 ans    | 18,2   |
| 28,3   | 60-74 ans    | 28,0   |
| 19,8   | 45-59 ans    | 19,7   |
| 15,7   | 30-44 ans    | 10,8   |
| 8,0    | 15-29 ans    | 8,5    |
| 11,7   | 0-14 ans     | 9,7    |

| Hommes | Classe d’âge | Femmes |
| ------ | ------------ | ------ |
| 0,7    | 90 ou +      | 1,7    |
| 6,2    | 75-89 ans    | 8,4    |
| 13     | 60-74 ans    | 14,2   |
| 18,4   | 45-59 ans    | 17,7   |
| 20,3   | 30-44 ans    | 19,5   |
| 21,8   | 15-29 ans    | 21,1   |
| 19,6   | 0-14 ans     | 17,4   |

## Lieux et monuments

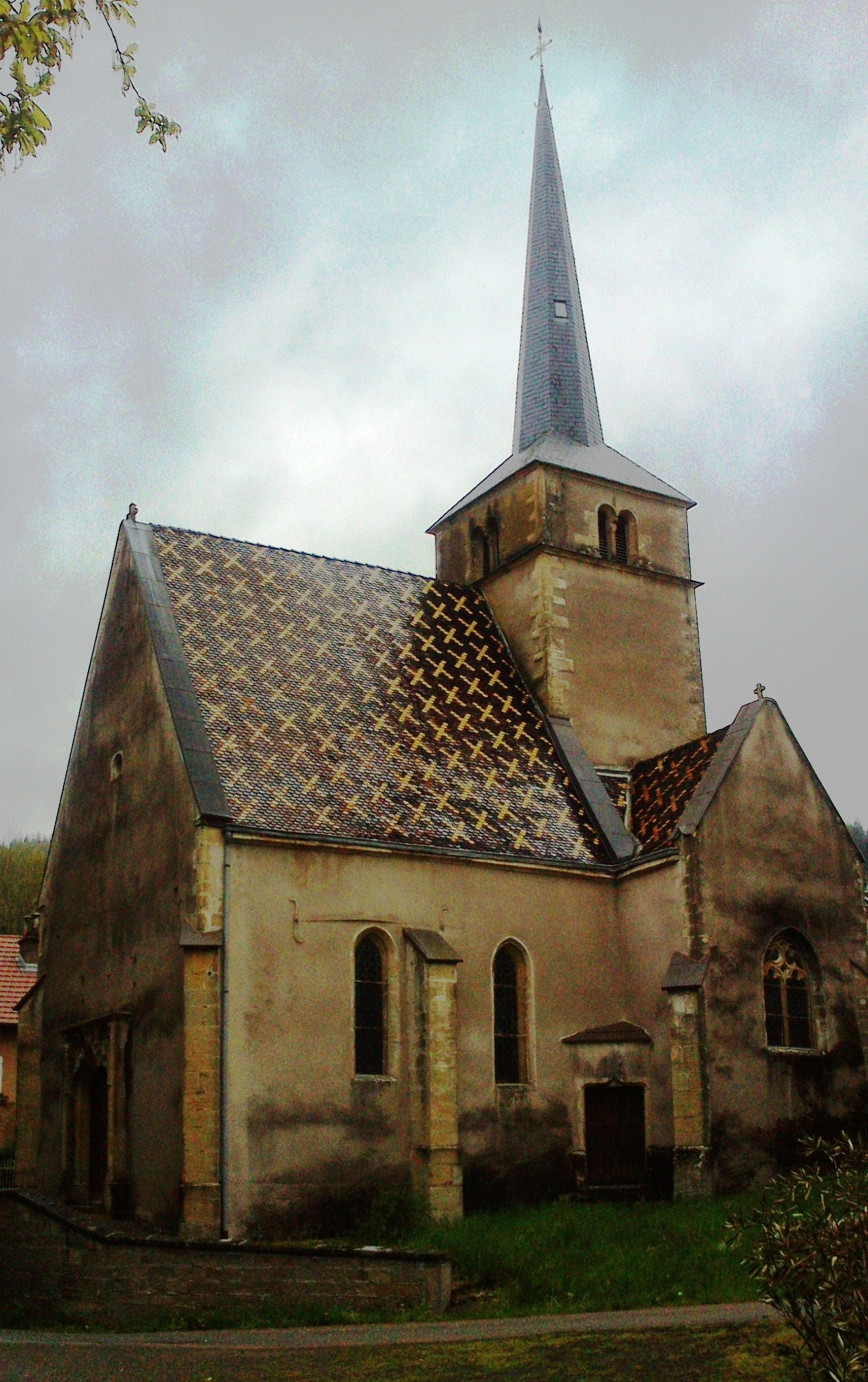
Chapelle Notre-Dame-de-Vers.

Sur la place centrale du village, en face du monument aux morts, se trouve l'église Saint-Jean-Baptiste : reconstruite vers 1848, elle garde cependant des traces de constructions antérieures dont les plus anciennes (baptistère) pourraient remonter au XIIe siècle. La façade de l'église est décorée d'un bestiaire médiéval unique dans la région, bien qu'un peu abîmé par le temps et datant du XIIe siècle. Les collines boisées environnantes abritent quelques ruines et des promenades aménagées longent la rivière du Sornin. La commune dispose par ailleurs du plan d'eau de la Vendenesse, de terrains de football et de tennis et d'une salle des fêtes.
La chapelle Notre-Dame-de-Vers, dans le hameau du même nom, a été bâtie au XIIe siècle par les moines du mont Saint-Rigaud. Elle attirait de nombreux pèlerins qui attendaient peut-être de leurs prières la destruction des vers nuisibles aux cultures, ou la guérison de leurs enfants fatigués par les parasites homonymes. Déclaré bien national en 1793, le bâtiment a été rendu au culte en 1874 après d'importantes réparations, poursuivies jusqu'en 1879. Sauvée des flammes lors de l'incendie du hameau en 1944, la chapelle se singularise par sa toiture recouverte de tuiles polychromes et son intérieur entièrement peint et décoré à la main, dans un style 1900, qui a fait l'objet d'un programme de restauration de 1993 à 1997.

### Vers dans la littérature
Dans le poème d’Aragon, Le Conscrit des cent villages, écrit comme acte de résistance intellectuelle de manière clandestine au printemps 1943, pendant la Seconde Guerre mondiale, les lignes 73 Vers Pré-en-Paille ou Trinquetaille et 74 Vers Venouze ou vers Venizy peuvent donner lieu à plusieurs interprétations.
Dans la ligne 74, il semble normal de privilégier la lecture de Vers comme une préposition.
En revanche, en l'absence de ponctuation et de répétition de vers avant Trinquetaille, il faut probablement lire la ligne 73 comme une succession de trois noms de villages : Vers, Pré-en-Paille, Trinquetaille.
Vers peut alors faire référence à quatre lieux au choix : 
- Vers, dans le Lot ;
- Vers, en Saône-et-Loire ;
- Vers, en Haute-Savoie ;
- Vers, un lieu-dit de Saint-Igny-de-Vers, dans le Rhône.

## Manifestations sportives
Saint-Igny-de-Vers est le berceau de l'autocross français : chaque année la commune accueille, fin mai ou début juin, une manche du championnat de France ainsi que, à la fin de l'été et depuis 2007, une manche du championnat d'Europe,. En France, seulement deux étapes européennes existent : une à Saint-Igny et une à Saint-Georges-de-Montaigu (Vendée).